# Magali Faure-Humbert
Magali Faure-Humbert (ur. 21 stycznia 1972 w Bar-le-Duc) – francuska kolarka torowa, dwukrotna medalistka mistrzostw świata.

## Kariera
Pierwszy sukces Magali Faure-Humbert osiągnęła w 1989 roku, kiedy została wicemistrzynią świata juniorów w sprincie indywidualnym. Na mistrzostwach świata w Manchesterze w 1996 roku Francuzka zdobyła brązowy medal w tej samej konkurencji, ulegając jedynie swej rodaczce Félicii Ballanger oraz Niemce Annett Neumann. Podczas rozgrywanych rok później mistrzostw świata w Perth Magali zdobyła kolejny brązowy medal, tym razem w wyścigu na 500 m, w którym wyprzedziły ją tylko Ballanger oraz Australijka Michelle Ferris. Brała ponadto udział w igrzyskach olimpijskich w Sydney w 2000 roku, gdzie rywalizację w wyścigu na 500 m ukończyła na jedenastej pozycji.